# Ratnasiri Wickremanayake
Ratnasiri Wickremanayake, né le 5 mai 1933 et mort le 27 décembre 2016 à Colombo, est un homme d'État sri-lankais.

## Biographie
Premier ministre du 10 août 2000 au 9 décembre 2001, succédant à Sirimavo Bandaranaike et du 21 novembre 2005 au 21 avril 2010, succédant à Mahinda Rajapakse. Ratnasiri Wickremanayake est remplacé à cette date par D.M. Jayaratne.